# Epilachna
Genre
Epilachna est un genre d'insectes coléoptères de la famille des coccinelles.

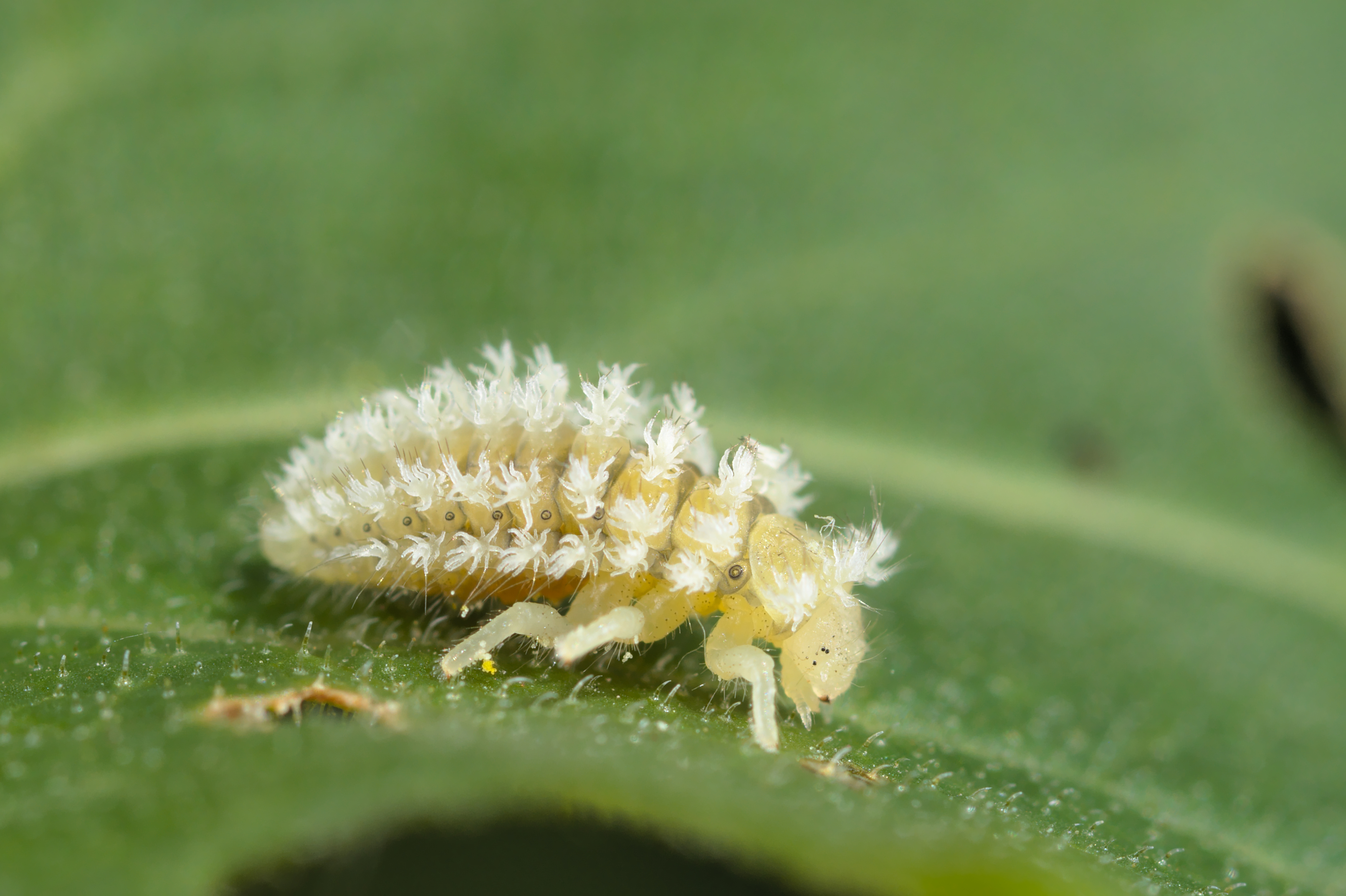
Jeune larve de Henosepilachna argus
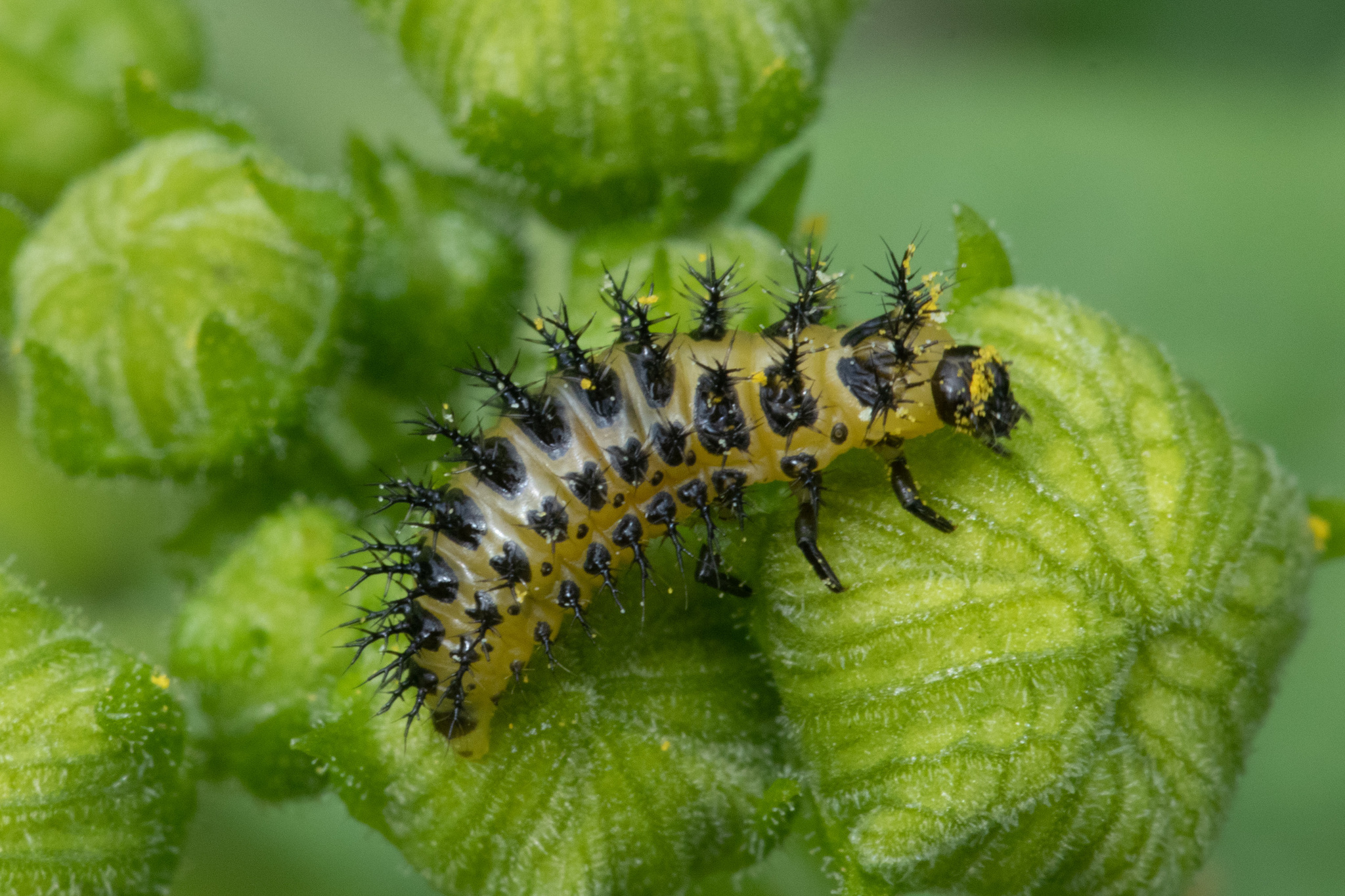
Larve de Henosepilachna argus

## Liste des espèces
Selon BioLib (29 mars 2014) :
- Epilachna admirabilis Crotch, 1874
- Epilachna andrewesi Gorham, 1903
- Epilachna atypica (Dieke, 1947)
- Epilachna bengalica (Dieke, 1947)
- Epilachna besucheti Canepari, 1986
- Epilachna bhutanensis Bielawski, 1979
- Epilachna brivioi (Bielawski & Fürsch, 1960)
- Epilachna cherrapunjiensis (Kapur, 1963)
- Epilachna congener Gorham, 1895
- Epilachna convextata Singh & Singh, 1990
- Epilachna crecentomaculata Singh & Singh, 1990
- Epilachna decemmaculata Redtenbacher, in Kollar & Redtenbacher, 1844
- Epilachna delessertii (Guerin-Meneville, 1840)
- Epilachna deyrollii Crotch, 1874
- Epilachna dorotae Bielawski, 1979
- Epilachna dumerili Mulsant, 1850
- Epilachna elvina Mulsant, 1853
- Epilachna endomycina Gorham, 1903
- Epilachna erinacea (Sicard, 1925)
- Epilachna fasciolata Crotch, 1874
- Epilachna flavicollis Thunberg, 1781
- Epilachna gibbera Crotch, 1874
- Epilachna gokteika (Kapur, 1963)
- Epilachna gorkhana Miyatake, 1985
- Epilachna grayi Mulsant, 1850
- Epilachna hendecaspilota (Mader, 1927)
- Epilachna hingstoni (Kapur, 1963)
- Epilachna hopeiana Miyatake, 1985
- Epilachna impicticollis Sicard, 1910
- Epilachna incauta Mulsant, 1850
- Epilachna intermixta (Dieke, 1947)
- Epilachna laesicollis Mulsant, 1850
- Epilachna laosana (Bielawski, 1960)
- Epilachna loculosa Sicard, 1913
- Epilachna macularis Mulsant, 1850
- Epilachna maculivestis Mulsant, 1853
- Epilachna marginicollis (Hope, 1831)
- Epilachna mausmaiensis Jadwiszczak, 1990
- Epilachna maxima (Weise, 1898)
- Epilachna militaris (Dieke, 1947)
- Epilachna monsuna Bielawski, 1979
- Epilachna moorii Crotch, 1874
- Epilachna mystica Mulsant, 1850
- Epilachna nepalensis (Kapur, 1958)
- Epilachna nevilli Dohrn, 1880
- Epilachna nielamuensis Pang & Mao, 1977
- Epilachna nilgirica (Weise, 1908)
- Epilachna octomaculata (Thunberg, 1781)
- Epilachna pembertoni Crotch, 1874
- Epilachna probsti Jadwiszczak & Pütz, 1994
- Epilachna ryszardi Jadwiszczak & Wegrzynowicz, 2003
- Epilachna schawalleri Canepari, 1997
- Epilachna septemnotata Bielawski, 1979
- Epilachna septemocellata Singh & Singh, 1990
- Epilachna sexpunctata Bielawski, 1979
- Epilachna sexpustulata Bielawski, 1979
- Epilachna shilliensis Singh & Singh, 1990
- Epilachna simia (Sicard, 1913)
- Epilachna subclathrata Sicard, 1910
- Epilachna sureilica (Kapur, 1963)
- Epilachna suspiciosa Weise, 1901
- Epilachna undecimspilota (Hope, 1831)
- Epilachna wallichii Hope, in Sturm, 1843
- Epilachna zeylanica Crotch, 1874
- Epilachnia varivestis Mulsant, 1850 - la coccinelle mexicaine du haricot

## Liste d'espèces
Selon ITIS (29 août 2014) :
- Epilachna borealis (Fabricius, 1775)
- Epilachna tredecimnotata (Latreille, 1833)
- Epilachna varivestis Mulsant, 1850

Selon NCBI (29 août 2014) :
- Epilachna admirabilis
- Epilachna alternans
- Epilachna anhweiana
- Epilachna borealis
- Epilachna chinensis
  - sous-espèce Epilachna chinensis tsushimana
- Epilachna decipiens
- Epilachna gedeensis
- Epilachna incauta
- Epilachna insignis
- Epilachna orthofasciata
- Epilachna paramagna
- Epilachna plicata
- Epilachna varivestis